# ماركوس بريماج
ماركوس كلايد بريماج (بالإنجليزية: Marcus Clyde Brimage؛ مواليد 6 أبريل 1985) هو مُقاتل فنون قتالية مختلطة أمريكي مُعتزل.

## وصلات خارجية
- ماركوس بريماج على موقع يو إف سي (الإنجليزية)
- ماركوس بريماج على موقع شيردوغ (الإنجليزية)
- ماركوس بريماج على موقع Tapology.com (الإنجليزية)
- ماركوس بريماج على موقع IMDb (الإنجليزية)